# 陆达
陆达（1914年—），原名陆宗华，男，祖籍浙江吴兴，生于北京，中国冶金工程技术专家，曾任中华人民共和国冶金工业部副部长，第四、六、七届全国人大代表。

## 生平
1986年6月，中国科学技术协会第三次全国代表大会在北京召开，选举产生第三届全国委员会。6月28日，第三届全国委员会第一次会议召开，推举其担任常务委员。1995年5月，中国科学技术协会第四次代表大会召开，并选举产生第四届全国委员会。5月27日，第四届全国委员会第一次会议召开，其被选为荣誉委员。